# Apicia trifilaria
Apicia trifilaria là một loài bướm đêm trong họ Geometridae.